# Lautzenhausen
Lautzenhausen là một đô thị ở huyện Rhein-Hunsrück bang Rheinland-Pfalz, phía tây nước Đức, directly adjacent to Frankfurt-Hahn Airport.